# Roman Sołtyk
Roman Sołtyk, né le 28 février 1790[réf. nécessaire], à Varsovie et mort le 24 octobre 1843  à Saint-Germain-en-Laye, est un officier polonais, général de brigade de l'artillerie polonaise sous le Premier Empire, mort en exil en France après l'échec de l'insurrection polonaise de 1830-1831.

## Biographie
Roman Sołtyk naît le 28 février 1790 à Varsovie. Il est le fils de Stanisław Soltyk (pl) (1752-1833) et de la princesse Karolina Sapieha (1759-1814), fille d'Aleksander  Sapieha, grand chancelier de Lituanie, et le demi-frère présumé de Jozefina Rostkowska.
Il a à peine quatre ans que son père lui fait jurer sur l'autel de la patrie une haine éternelle à la domination russe. Ce serment du premier âge, gravé dans la mémoire de Roman, devient l'obsession de sa vie entière,.

### Une adolescence studieuse à Paris
Élevé d'abord dans sa famille, Roman Sołtyk reçoit des leçons des meilleurs maîtres mais son goût et ses préférences le portent vers les sciences exactes. Aussi, venu à Paris pour y achever son éducation sous le parrainage de Tadeusz Kościuszko, ami intime de son père, il n'éprouve aucune difficulté à être admis comme auditeur externe à l'École polytechnique, dont il suit les cours de 1805 à 1807.
Sorti à l'âge de dix-sept ans, il ne rentre dans sa patrie que pour y prendre du service ; il est successivement nommé, par le prince Józef Poniatowski, sous-lieutenant et lieutenant d'artillerie à pied, et en 1809, capitaine d'artillerie à cheval d'une compagnie levée et équipée à ses frais.

### Une brillante mais éphémère carrière militaire
Cet avancement rapide n'est pas sans lui porter ombrage ; il se dit et on répète dans le corps de l'artillerie que Sołtyk ne doit son grade qu'à sa position et à sa fortune. Le sachant, Sołtyk va trouver les officiers de cette arme : « Messieurs, leur dit-il, quand j'ai offert à la patrie une compagnie levée à mes frais, je n'ai été dirigé par aucune vue d'ambition. Je maintiens cette offre ; mais je resterai simple lieutenant, et j’obéirai à celui de vous que le général jugera digne de commander. » Cette déclaration ramène à lui tous ces officiers et dès ce moment Sołtyk vit avec eux dans la meilleure intelligence,.
Capitaine d'artillerie à l'âge de dix-neuf ans, il participe sous le Premier Empire à la campagne de 1809 contre l'Autriche comme officier de l'armée du grand-duché de Varsovie, allié de Napoléon Ier, et se signale en mai 1809 par sa bravoure au siège de la forteresse de Zamość, où, s'avançant à moins de 600 mètres des batteries du rempart, il incendie les magasins de la place avec deux obusiers, dont il dirige lui-même le feu. Plus tard, aux combats de Wrzawy du 12 juin 1809 qui suivent la victoire polonaise de Raszyn, lorsque l'armée du prince Poniatowski est obligée de se retirer devant l'ennemi, Sołtyk contribue grandement à son salut en arrêtant les Autrichiens qui allaient couper le pont de San, seul point de passage pour la retraite. Pendant plus de six heures, il neutralise, avec deux pièces seulement, le feu de neuf canons impériaux. Ce beau fait d'armes est mis à l'ordre du jour de l'armée, et le prince décore Sołtyk de la croix de chevalier de l'ordre militaire de Pologne. En 1810, il est nommé lieutenant-colonel d'artillerie.
En 1812 Sołtyk participe à la campagne de Russie en tant que chef d’escadron du 6e régiment de lanciers polonais. Au moment du passage du Niémen, Napoléon l'attache à son état-major en qualité d'aide-de-camp du général Michał Sokolnicki, qui est lui-même aide-de-camp de l'Empereur. Sołtyk passe l'un des premiers le fleuve à Poniemon avec un détachement du 13e de ligne. Lorsque l'armée française occupe Witebsk, Sołtyk, qui a des propriétés dans la Russie blanche, est un des députés que cette province envoie auprès de l'Empereur pour le complimenter, et le discours qu'il prononce à cette occasion est inséré dans Le Moniteur.
À la bataille de Maly-Yaroslawiec, Sołtyk est envoyé par Napoléon au prince Eugène de Beauharnais, vice-roi d'Italie, pour lui porter l'ordre de continuer son attaque de front, lui annonçant que Davout va le soutenir avec sa réserve. « Il a commencé à boire la coupe, dit Napoléon, il faut qu'il la vide. » Cet ordre, transmis mot à mot, donne une ardeur nouvelle aux troupes : la vieille garde d'Italie, haranguée par le prince Eugène, fait une charge à la baïonnette qui décide de la victoire. Sołtyk, âgé de 23 ans, est nommé en 1813 général de brigade de l'artillerie polonaise. La même année, pendant l'armistice de Dresde, Napoléon lui remet lui-même la croix de chevalier de la Légion d'honneur,.
Au cours de la campagne d'Allemagne (1813), lors de la bataille de Leipzig, l'Empereur lui donne l'ordre d'amener le grand parc d'artillerie qui se trouve à Elsembourg. Cette mission délicate et périlleuse aurait été couronnée de succès, si l'escorte de Saxons qu'on lui avait donnée n'était passée à l'ennemi, en lui livrant son jeune chef polonais comme prisonnier. C'est pour rendre témoignage à sa conduite dans tout le cours de cette guerre, que le général Sokolnicki écrit de sa main sur ses états de service : « Le zèle du comte Sołtyk ne s'est jamais démenti. Son patriotisme, son courage et ses principes d'honneur, l'ont mis au rang de nos officiers les plus distingués. »

### La reconversion à la vie civile
À l'issue du Congrès de Vienne, la Pologne est partagée une quatrième fois. La Russie en est la principale bénéficiaire. La Prusse ne conserve que la Grande-Pologne et la Prusse occidentale (Gdańsk, Toruń). L’Autriche obtient l'Ukraine occidentale et la Volhynie, au sud de la Vistule, à l’exception de Cracovie qui devient une cité-république indépendante. Tout le reste de l’ancienne Pologne passe sous l’autorité du tsar Alexandre Ier de Russie. Les provinces les plus orientales (Lituanie, Biélorussie, Ukraine orientale) sont incorporées à l’Empire russe. La Pologne centrale, avec Varsovie, forme un royaume uni à la Russie avec pour vice-roi le frère du tsar, le grand-duc Constantin, mais possédant sa propre constitution, son gouvernement (Diète et Conseil d’État), son administration et son armée : la Pologne du Congrès.
À l'âge de 25 ans, Sołtyk, qui a recouvré la liberté, revient dans sa patrie mais doit se reconvertir à la vie civile où il témoigne des mêmes qualités. Militaire, il avait acquis tant de popularité parmi ses soldats, que, lorsqu'il changea de corps, ils se cotisèrent pour lui offrir un sabre d'honneur ; citoyen, il ne se montre pas plus fier de sa naissance que de sa fortune. Son esprit est porté vers les idées libérales, et à la différence de certains républicains opportunistes, il joint la pratique à la théorie. Propriétaire d'une fonderie de fer, il fait asseoir à sa table, plusieurs fois par an, ses ouvriers les plus habiles et les plus méritants. Plus tard, tout noble qu'il soit, il ouvre sous son nom, à Varsovie même, un magasin de fer où il commercialise les produits de ses fabriques.
Il n'en oublie pas pour autant sa haine viscérale de l'oppression russe qui lui fait ruminer des plans de vengeance et de représailles. Dès 1822, il fait partie des sociétés secrètes qui préparent et mûrissent l'insurrection de 1830. Dans le même temps, il est élu en 1822 membre du conseil-général du voïvodie de Sandomierz, et député à la diète polonaise en 1824. Soupçonné en 1826 d'appartenir à la conspiration dont son père est considéré comme le chef, Sołtyk est arrêté à Leipzig où il est venu se réfugier. Amené ensuite et incarcéré à Varsovie, puis relâché faute de preuves suffisantes, il n'a plus qu'une obsession, la défense et l'élargissement de son père qui, à l'âge de soixante-quinze ans, a été jeté sur ordre de l'empereur Nicolas Ier dans un cachot où il croupit depuis trois années,.
La diète de 1829 offre à Sołtyk l'occasion de se signaler lorsqu'il propose de remettre aux paysans la terre qu'ils cultivent. Il s'abstient de voter le décret de la diète qui ordonne l'érection d'un monument pour rappeler qu'Alexandre Ier, tsar de Russie, a donné en 1815 la constitution au royaume de Pologne. Il sait par ses réseaux qu'un mouvement insurrectionnel va éclater et n'attend que d'en connaître la date pour se précipiter à Varsovie, mais le porteur du message décisif est arrêté par les Russes.

### L'insurrection de novembre 1830
L'insurrection commence dans la nuit du 29 novembre 1830 quand Piotr Wysocki, avec 24 de ses hommes, s’empare du palais du Belvédère, résidence du grand-duc Constantin, frère du tsar, avec l’intention de l’assassiner. Constantin échappe aux assaillants mais le groupe de Wysocki s’empare alors de l’arsenal et, le lendemain, prend le contrôle de toute la ville avec l’aide de groupes civils armés. Le général Maurycy Hauke, vice-ministre de la guerre du grand-duc Constantin, refuse de se joindre aux insurgés qui l'abattent. Le grand-duc Constantin renonce à l’affrontement et quitte la ville, accompagné des troupes russes et de quelques fidèles (russes ou polonais).
Le 5 décembre 1830, le général Józef Chłopicki, qui considère l’insurrection comme une folie et qui condamne les conspirateurs, se proclame chef du soulèvement sans cacher qu’il veut rétablir l’ordre afin de négocier avec le tsar les conditions de l'autonomie du royaume, voire sa réunion avec les provinces lithuano-ruthènes (annexées par la Russie lors des partages). Dès son arrivée à Varsovie, Sołtyk est nommé par Chłopicki commandant-général de toute la force armée des quatre voïvodies situés sur la rive droite de la Vistule. Il consacre dès lors tous ses instants à la défense de la cause nationale et forme les 47 000 hommes de garde nationale mobile.
Plus tard, simple volontaire dans l'armée de Jan Skrzynecki, Sołtyk marche avec les bataillons polonais aux combats d'Iganie et du bois de Rutki, et participe à l'expulsion du corps de Kreutz de Sandomierz. Sur les bancs de la diète, il a le courage de proposer la déchéance de la famille Romanov, et en complément de cet acte solennel, la proclamation de la souveraineté du peuple.
Dans les derniers jours de la révolution polonaise, quand Varsovie est cernée par toute l'armée d'Ivan Paskevitch, Sołtyk, nommé chef d'artillerie de la place avec soixante-dix-neuf pièces en batterie, dirige, pendant les journées des 6 et 7 septembre 1831, un feu meurtrier contre les bataillons moscovites qui se pressent au pied des remparts.
Lorsque le 7 septembre le général Ignacy Prądzyński (en), envoyé de Jan Krukowiecki, vient déclarer devant la diète que la cause est perdue et qu'il faut capituler, Sołtyk est de ceux qui se lèvent pour s'y opposer. Rendant compte de la situation de la place, il prouve qu'elle peut se défendre encore et que la cause polonaise n'est pas aussi désespérée qu'on vient de le dire. Son discours est accueilli par les bravos de toute l'assemblée et tous les députés décident unanimes de ne signer aucun acte qui puisse être invoqué plus tard contre l'imprescriptible nationalité de la Pologne.
Cette décision prise, Sołtyk retourne à son poste de combat et quand l'armée opère sa retraite après la prise de Varsovie par les Russes en septembre 1831, il la suit à Płock et là, après avoir mesuré qu'il n'y a plus rien à espérer des armes, il accepte la mission dont Bonaventure Niemojowski le charge, de passer en France et en Angleterre pour y solliciter une médiation en faveur des débris de l'armée polonaise.
Entouré de dangers de toute sorte, en butte sur terre à la police prussienne, échappant sur mer avec peine à une effroyable tempête, il parvient à gagner Londres, et de là Paris.

### L'exil en France
Sołtyk se fixe ensuite en France et publie ses souvenirs militaires.
Il meurt à 53 ans le 24 octobre 1843  à Saint-Germain-en-Laye et le décès est déclaré par Eustachy Kajetan Sapieha, son cousin germain ; veuf de Konstancja Moszczyński, il laisse deux enfants Roman et Helena.
Il est inhumé au cimetière ancien de la ville.

## Œuvres
- Roman Sołtyk, La Pologne, précis historique, politique et militaire de sa révolution, précédé d’une esquisse de l’histoire de la Pologne, depuis son origine jusqu’en 1830, vol. I, Paris, Pagnerre, 1833, 367 p. (lire en ligne)
- Roman Sołtyk, La Pologne, précis historique, politique et militaire de sa révolution, précédé d’une esquisse de l’histoire de la Pologne, depuis son origine jusqu’en 1830 [« Polen und seine Helden im letzten Freiheitskampfe : nebst einem kurzen Abriss der polnischen Geschichte seit ihrem Beginne bis zum Jahre 1830 »], vol. II, Paris, Pagnerre, 1833, 487 p. (lire en ligne) (version allemande : Stuttgart, 1834 [lire en ligne])
- Roman Sołtyk, Napoléon en 1812 : mémoires historiques et militaires sur la campagne de Russie, Paris, LCV services (réimpr. Paris, LCV Services, 2006) (1re éd. 1836), 464 p. (ISBN 978-2-914288-26-2 et 2-914288-26-3, présentation en ligne)
- Roman Sołtyk, Relation des opérations de l'armée aux ordres du Prince Joseph Poniatowski pendant la campagne de 1809 en Pologne contre les Autrichiens, Paris, Gaultier-Laguionie, 1841, 403 p. (OCLC 921611888, lire en ligne) (traduit en allemand en 1837)

## Distinctions
Roman Sołtyk est nommé chevalier dans l'ordre national de la Légion d'honneur par décret du 9 août 1813.
Il est également décoré de la croix de chevalier de l'ordre militaire de Pologne ainsi que de l'Ordre du Christ (Portugal).